# Aleksander Śliwka
Aleksander Śliwka (Jawor, 24 de mayo de 1995) es un jugador profesional de voleibol polaco, juego de posición receptor/atacante. Desde la temporada 2018/2019, ha estado jugando para el equipo ZAKSA Kędzierzyn-Koźle

## Palmarés

### Clubes
Campeonato de Polonia:
- 2019
- 2016

Copa de Polonia:
- 2019

Supercopa de Polonia:
- 2019

### Selección nacional
Festival Olímpico de la Juventud Europea:
- 2013

Campeonato Europeo Sub-19:
- 2013

Campeonato Mundial Sub-19:
- 2013

Campeonato Europeo Sub-21:
- 2014

Liga Europea:
- 2015

Campeonato Mundial:
- 2018[2]

Campeonato Europeo:
- 2019[3]

Copa Mundial:
- 2019

## Premios individuales
- 2019: Jugador Más Valioso Copa de Polonia